# Protectorado de San Martín
El Protectorado de San Martín o Protectorado del Perú, llamado oficialmente Régimen de los Departamentos Libres, fue el protectorado y gobierno provisional que ejerció el militar argentino José de San Martín en el territorio del virreinato del Perú liberado del Imperio español por la Expedición Libertadora del Perú y los patriotas peruanos, tras la proclamación de la independencia del Perú hecha en la Plaza Mayor de Lima.
José de San Martín asumió oficialmente el mando político y militar del régimen de los departamentos libres y el cargo de protector de la libertad del Perú por decreto el 3 de agosto de 1821. Tras el fracaso de la primera campaña de Intermedios y la entrevista de Guayaquil, renunció al cargo el viernes 20 de septiembre de 1822, fecha de la instalación del Congreso Constituyente del Perú de 1822, al cual convocó el 27 de diciembre de 1821 y entregó el Poder Ejecutivo a la Suprema Junta Gubernativa del Perú.
Cuando José de San Martín asumió el cargo de protector del Perú, el territorio del virreinato estaba en la práctica dividido administrativa y militarmente en dos facciones: Lima, el norte y oriente bajo la administración del protectorado; y Cuzco junto al sur bajo la administración del virreinato.

## Antecedentes
Tras la victoria del Ejército de los Andes en la batalla de Maipú, San Martín creía que la independencia de Chile y Argentina no se concluirían sin la independencia del Perú, el cual era el bastión realista de la época. Los peruanos se hallaban en la encrucijada de decidir entre la independencia y el statu quo, este último apoyado por la mayor parte de los peruanos.
San Martin sabía que no podía pasar por el Alto Perú para liberar al país tras las derrotas sucesivas de las expediciones auxiliadoras al Alto Perú ante el Ejército Real del Perú, y tenía planeado que, junto a Thomas Cochrane, conformar una expedición militar y desembarcar en la costa del Perú para después ocupar Lima y así descabezar el Virreinato del Perú. El 20 de agosto de 1820 partió desde Valparaíso la Expedición Libertadora del Perú al mando del generalísimo José de San Martín con destino al Perú. El Gobierno de Chile al mando de Bernardo O'Higgins financió la expedición militar.
El objetivo de la expedición militar era desembarcar en Paracas, establecer una cabeza de playa y desde ahí realizar una campaña militar que forzara la retirada de la guarnición del Ejército Real del Perú en Lima hacia la sierra. Un hito clave de la estrategia fue la ocupación de la Ciudad de los Reyes (Lima) y la proclamación de la independencia del Perú, nombrándose San Martín Protector del Perú, para desde este cargo llamar a la población a sumarse a la causa patriota.

### Desembarco en el Perú
El 8 de septiembre de 1820, el ejército al mando de José de San Martín desembarcó en la playa de Paracas, cerca del puerto de Pisco, haciendo retroceder al ejército realista, que se replegó a la zona de la serranía.
El virrey Joaquín de la Pezuela tenía bajo su mando a unos 20 000 soldados, distribuidos por todo el virreinato, de los cuales la mayor parte defendía Lima.
Tratando de ganar tiempo para reunir a todos los soldados, planteó una salida diplomática al conflicto, reuniéndose los delegados de ambas partes en el pueblo de Miraflores (sur de Lima), que finalmente no llegaron a ningún acuerdo aceptable para San Martín. Éste envió una división al mando del general Arenales por la ruta de la sierra, para perseguir a las divisiones realistas ubicadas en esa zona y propiciar la insurrección de las poblaciones a lo largo de su trayecto.
San Martín se reembarcó en la escuadra libertadora, y en los primeros días de noviembre desembarcó en la localidad de Huacho, donde fortificó su posición e inició su estrategia para sitiar definitivamente Lima.

### Conferencia de Punchauca

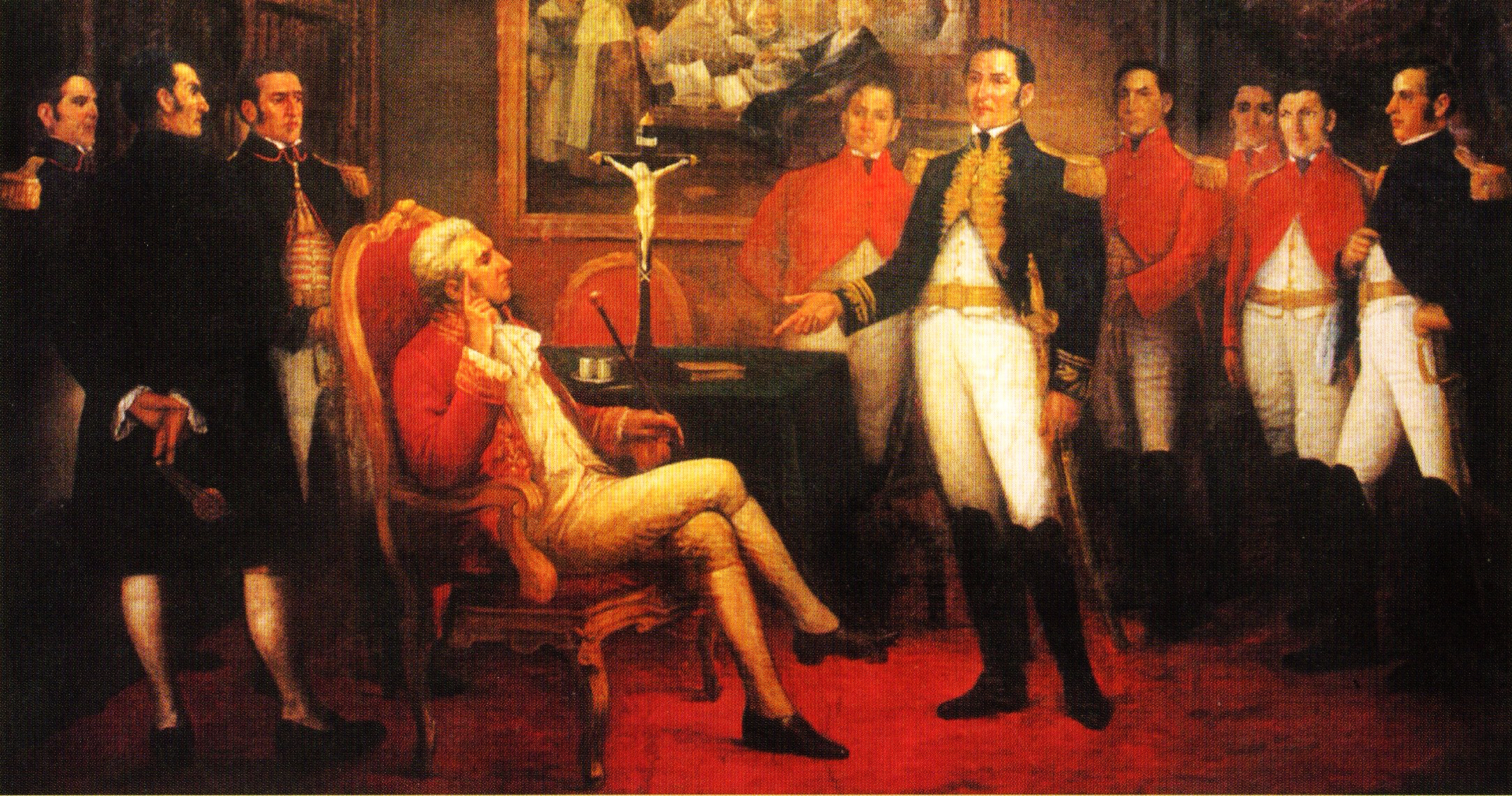
Entrevista en la hacienda de Punchauca, entre el virrey del Perú José de la Serna y el Libertador José de San Martín

El 29 de enero de 1821 se sublevaron altos oficiales realistas contra el virrey Pezuela, quien renunció a su cargo y fue sustituido por el general José de la Serna, que sería confirmado más tarde como virrey del Perú por la corona. El nuevo virrey propuso a San Martín nuevas negociaciones diplomáticas, que finalmente fracasaron debido a que la propuesta definitiva del general era la independencia del Perú. El sitio de Lima se prolongó por algunos meses; en el mes de marzo arribó al Perú el capitán Manuel Abreu, enviado por el rey de España como emisario pacificador, sin ninguna consecuencia favorable para los independentistas. San Martín decidió iniciar una nueva estrategia y envió dos ejércitos, uno al mando del general Guillermo Miller, para desembarcar en las costas del sur, y otra al mando del general Arenales, hacia la sierra.
San Martín dejó Huacho y desembarcó en Ancón, estrechando el cerco a Lima. En simultáneo inició nuevas negociaciones de paz, que se realizaron entre mayo y junio en la hacienda de Punchauca, cerca de Lima; los delegados de San Martín fueron Tomás Guido, Juan García del Río y José Ignacio de la Roza; por parte del virrey La Serna fueron Manuel Abreu, Manuel de Llano y José María Galdeano. Las negociaciones de nuevo fracasaron.
Pocos días después se pasó a sus filas uno de los más destacados regimientos de las fuerzas del virrey: el regimiento realista Numancia, compuesto de venezolanos y neogranadinos, que había sido formado en Venezuela en 1813 y enviada al Perú tres años más tarde por Pablo Morillo. Esta deserción en masa desmoralizó al resto de las fuerzas realistas, lo que obligó a De La Serna a abandonar la ciudad el 5 de julio e internarse en la sierra. Esto le abrió las puertas de Lima a San Martín.

## Gobierno de San Martín

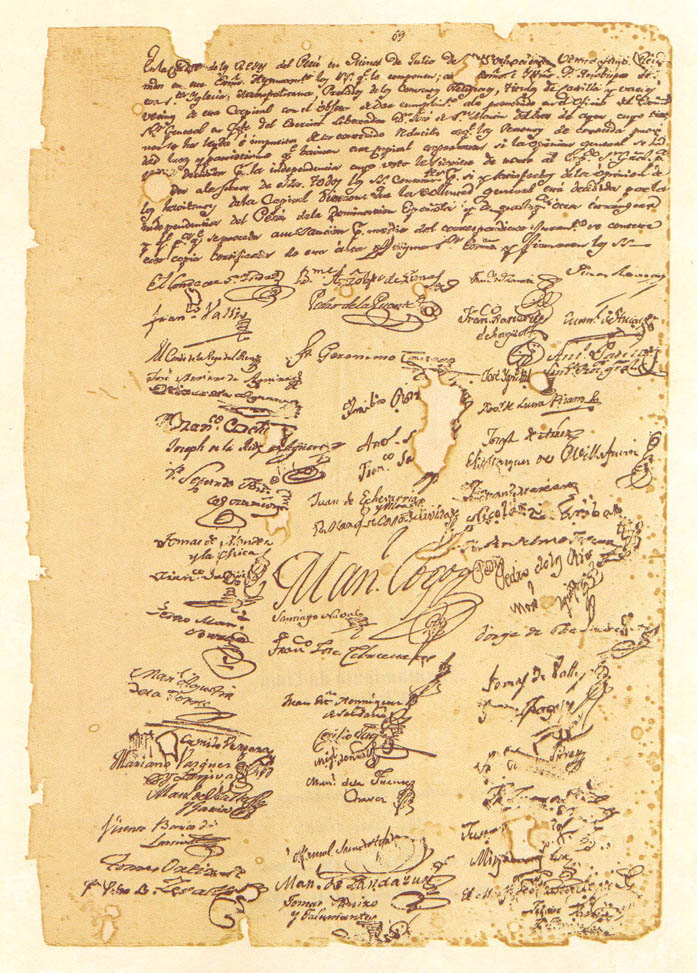
Acta de Independencia del Perú (1821)

San Martín ocupó Lima y reunió un cabildo abierto el 15 de julio de 1821. El 28, ante una multitud reunida en la Plaza de Armas de Lima, declaró la Independencia del Perú y fue nombrado Protector del Perú con autoridad civil y militar.
Formó su ministerio con los ministros Hipólito Unanue, de Hacienda, Juan García del Río, de Relaciones Exteriores y Bernardo de Monteagudo, de Guerra y Marina. En octubre dictó un Estatuto Provisorio de Gobierno, en el cual se establecía la división territorial, la libertad de vientres, y la libertad de los indígenas de los tributos específicos. En lo jurídico, el Reglamento establecía:

todas las leyes, ordenanzas y reglamentos quedan en su fuerza y vigor, mientras no sean derogadas o abrogadas por autoridad competente.

Ese año fundó la Biblioteca Nacional del Perú, a la que donó su colección de libros, y creó la Orden del Sol, hoy llamada Orden El Sol del Perú.
Fundó la Sociedad Patriótica, formada por 40 ciudadanos peruanos, a quienes consideró los más ilustrados entre los decididos por la causa independentista. Esta se enfrascó en discusiones sobre la forma más conveniente de gobernar, entre la monarquía constitucional que apoyaba San Martín y defendían los ministros Unanue y Monteagudo, y la república, que defendían Manuel Pérez de Tudela y Mariano José de Arce. En apoyo a sus ideas monárquicas, envió a García del Río y James Paroissien a Europa, a conseguir un príncipe de la Casa de Sajonia-Coburgo y Gotha, para que reinara en el Perú. También debieron contratar un empréstito para continuar la campaña militar.
Estableció la libertad de comercio y la libertad de imprenta, pero no permitió otro culto religioso que el católico. Expulsó a miles de españoles contrarios a la independencia y confiscó sus bienes.
Desde Ancón, y luego desde Lima, San Martín envió una serie de campañas para incorporar al Protectorado al resto del Perú, pero algunos triunfos parciales no pudieron evitar que el virrey La Serna se hiciera fuerte en la sierra y fijara su capital en Cuzco; el Protector no tenía fuerzas para enfrentarlo con probabilidades ciertas de triunfar.
Durante su protectorado recibió una carta del general Antonio José de Sucre, lugarteniente de Simón Bolívar, para la campaña en el territorio de la Provincia de Quito (actual Ecuador), en el que reclamaba la incorporación a la misma del batallón Numancia. A poco de desembarcar San Martín en territorio peruano, se había pasado a sus filas. San Martín se negó a perder la excelente unidad, y en su lugar envió una División Auxiliar al mando de Andrés de Santa Cruz ―en formada en su mayoría por tropas recién reclutadas de las ciudades de Norte del Perú― que participaron en las batallas de Riobamba y Pichincha.

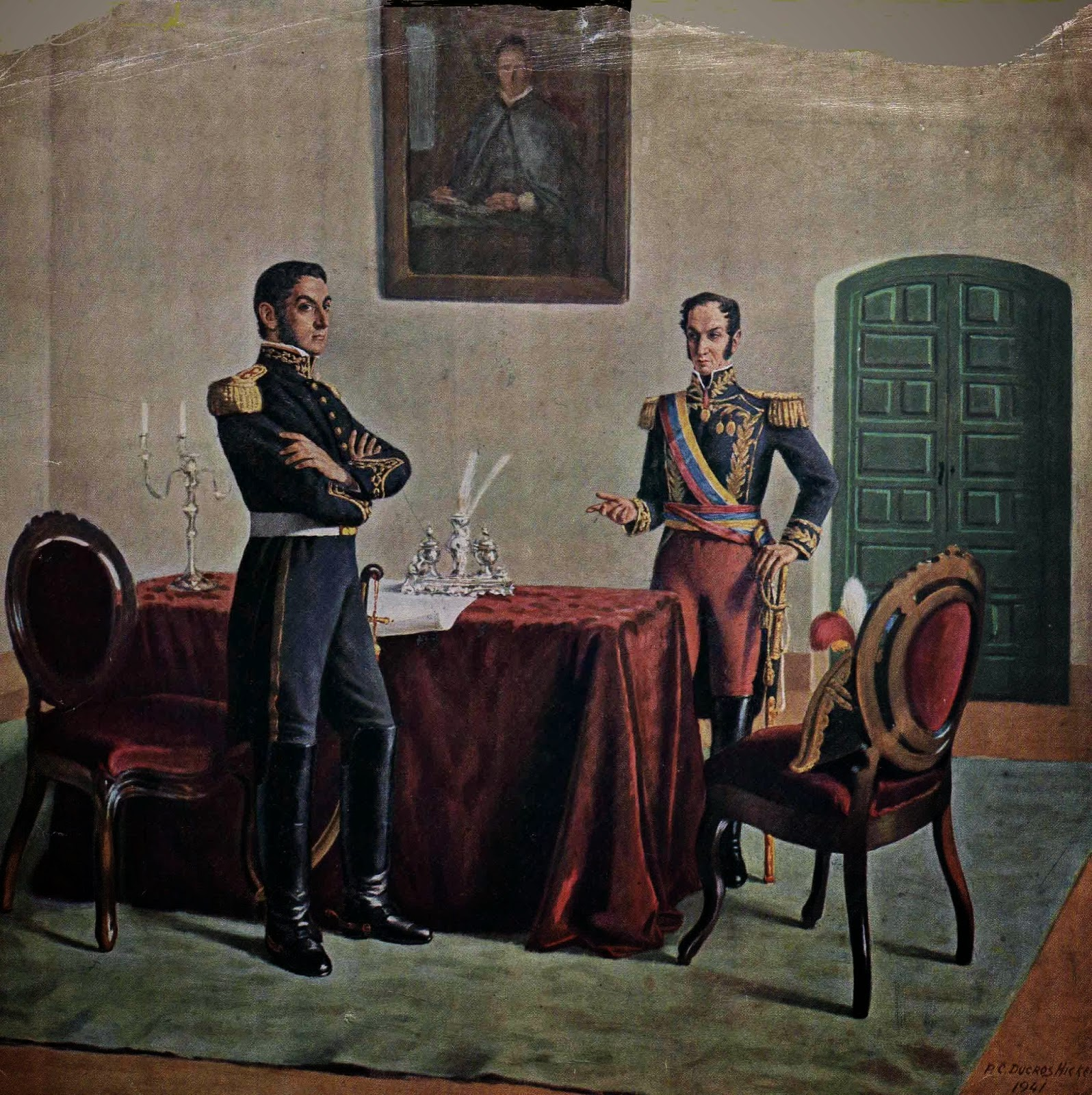
Entrevista de Guayaquil entre José de San Martín y Simón Bolívar.

Entre el 26 y 27 de julio de 1822, se realizó la Entrevista de Guayaquil, donde se reunió con Bolívar, con el objetivo de aclarar el futuro  de Guayaquil, la discusión de una posible Federación de las Américas, y el tema más importante, aclarar el futuro del Perú; San Martín llegó a plantear a Bolívar su proyecto de una Monarquía Peruana, sin embargo Bolívar se opuso rotundamente. Tras esta conversación privada, cuyo contenido solo se puede conjeturar, cedió a Bolívar la iniciativa y conclusión de la campaña libertadora.
A su regreso al Perú, se enteró de la destitución de su ministro Bernardo de Monteagudo, por lo que decidió instalar de una vez el congreso constituyente que había mandado a elegir, el mismo que proclamó la República Peruana en 1822. Ante dicho congreso decidió renunciar a todos los cargos y volver a su país.

He convocado al Congreso para presentar ante él mi renuncia y retirarme a la vida privada con la satisfacción de haber puesto a la causa de la libertad toda la honradez de mi espíritu y la convicción de mi patriotismo. Dios, los hombres y la historia juzgarán mis actos públicos.
José de San Martín (carta a Bolívar. Lima, 10 de septiembre de 1822).

Bandera usada por el gobierno de José Bernardo de Tagle.

Su gobierno duró desde el 3 de agosto de 1821 hasta el 20 de septiembre de 1822.
Regresó a Argentina con solo ciento veinte onzas de oro, el estandarte de Francisco Pizarro bordado por Juana I de Castilla y la campanilla con que la Inquisición de Lima convocaba a los tribunales. El cirujano argentino René Favaloro interpretó el estandarte como «símbolo de la dominación y esclavitud sufrida por el Imperio de los incas, […] definitorias en cuanto a las convicciones del Libertador».
Aunque San Martín decretó la libertad de vientres, la esclavitud seguiría siendo legal en el Perú independiente hasta el 3 de diciembre de 1854.

## Administración política

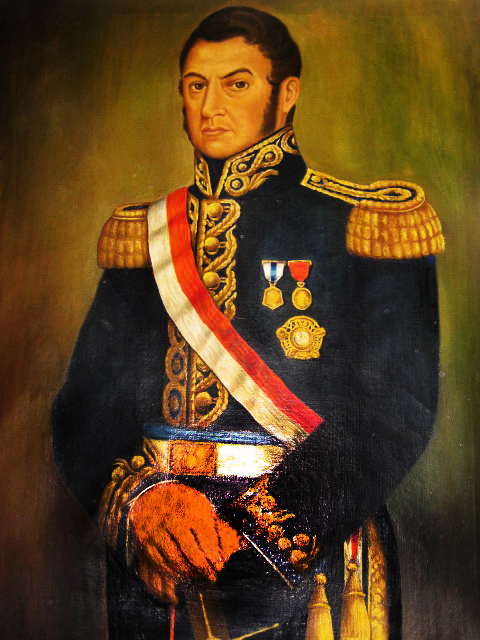
José de San Martín luciendo la banda de Protector del Perú. Fortaleza del Real Felipe.

El protectorado duró un año, un mes y 17 días y tuvo las siguientes realizaciones político-administrativas:
- Comienzo de un régimen administrativo autónomo después de tres siglos de dominio virreinal.
- Posibilidad de que el pueblo elija el sistema que más conviniera a los intereses nacionales.
- Los símbolos de la patria: la primera bandera y el himno nacional.
- La moneda nacional, signo fiduciario de libre poder económico.
- Reglamento básico de su sistema comercial para iniciar relaciones económicas con otros países del mundo.
- La adquisición de los primeros buques de guerra para su escuadra nacional, a fin de defender la soberanía adquirida, la que fue puesta al mando del vicealmirante Martín Guise.
- La organización básica de su fuerza militar, para resguardar la seguridad interna y externa.
- La determinación de su propia ejecutoria educacional con la fundación de la primera Escuela Normal, así como las primeras escuelas públicas del Perú libre.
- El primer intento de rescatar, valorizar y difundir la cultura nacional mediante la creación de la Biblioteca Nacional.

El Protectorado se basó en un Estatuto que tuvo las siguientes características: 
- El estatuto de gobierno fue una norma de emergencia, provisional, correspondiente a una situación revolucionaria para un Estado emergente, que había conquistado su independencia parcial y que trataba de culminarla.
- En sus principios declarativos fue de corte liberal, porque incluía la defensa de los derechos del hombre, que habían inspirado la revolución francesa y la independencia estadounidense.
- La organización territorial del estado independiente se basó en el sistema departamentalista.
- La Alta Cámara de Justicia reemplazó a la Audiencia Real del virreinato y asumió las funciones jurídicas y políticas del país.
- Se propuso crear un Consejo de Estado, que secundaría al Protector en su gobierno, formado por varios miembros, entre los cuales estarían tres condes criollos y un marqués inca.

Otras disposiciones que cumplió el protectorado de San Martín, fueron:
- San Martín respetó todos los títulos de la nobleza colonial, cambiando la denominación de Títulos de Castilla por la Títulos del Perú.
- Quedó fundada la Sociedad Patriótica de Lima, con la intención de defender la instauración de un régimen monárquico peruano, del que San Martín era partidario, pero, en la práctica, sus integrantes abogaron por el sistema republicano.
- Se creó la Orden del Sol para reconocer la labor de los peruanos más distinguidos y darles un estatus parecido al de los Títulos del Perú.[18]
- Una comisión especial, integrada por Juan García del Río y James Paroissien, viajó a Europa por orden de San Martín, para buscar un príncipe que viniera al Perú como rey. Estos dos personajes salieron del Perú en diciembre de 1821 y arribaron a Londres en septiembre de 1822, época en que terminaba el protectorado.
- Los primeros ministros o secretarios de Estado fueron: Juan García del Río (colombiano), ministro de Relaciones Exteriores; Bernardo de Monteagudo (argentino), ministro de Guerra y Marina e Hipólito Unanue (peruano), ministro de Hacienda.
- Prefecto de Lima fue nombrado el coronel José de la Riva-Agüero.

## Proyecto de Monarquía Peruana
El Perú, buscando sus raíces en el período prehispánico y hasta la independencia del Estado peruano, estuvo gobernado bajo un sistema monárquico, el cual terminó en el momento de la emancipación. En 1821, San Martín tras establecer el Protectorado, expuso su proyecto de mantener el Perú como una monarquía independiente, que era el sistema de gobierno de mayor prestigio en esos momentos en Europa, y el que se impuso en el Virreinato de Nueva España con la independencia del Primer Imperio mexicano. 
Bernardo de Monteagudo, mano derecha de San Martín, era un hombre que tenía planteamientos monárquicos,y temía que los peruanos, sin instituciones sólidas, podrían derivar en conflictos con un modelo republicano, y para evitar un estado de desorden y anarquía, pensó que lo mejor era ofrecer una monarquía constitucional. Es por eso que se reconoció todos los títulos y derechos de toda la nobleza colonial, cambiando el nombre de los "Títulos nobiliarios de España" a "Títulos nobiliarios del Perú"; asimismo creó la "Orden del Sol", una condecoración militar de corte monárquica que era hereditaria, fundó la "Sociedad Patriótica de Lima" que tenía el objetivo de difundir un sentimiento monárquico a la población peruana, a través de su diario "El Sol del Perú", y envió una comisión diplomática a Europa, con el fin de contactar con las principales casas reales, y encontrar al futuro Rey del Perú. Entre los candidatos que se tomó en cuenta para asumir el cargo de Rey del Perú, estaban Leopoldo I de Bélgica; el duque de Sussex, Augusto Federico de Hannover; Leopoldo de Borbon y María Clementina de Austria.
Para tal fin, San Martín, envió a fines del mismo año una misión diplomática encabezada por su ministro Juan García del Río para convencer a Leopoldo de Sajonia-Coburgo de que inaugurase la monarquía en Perú. Sin embargo, cuando se iniciaban las gestiones en Europa, San Martín decidió renunciar al gobierno en Lima y el Primer Congreso Constituyente instauró un régimen republicano, por lo que Juan García del Río fue desautorizado inmediatamente y el anhelo de un Perú monárquico con el que soñaba la aristocracia limeña pasó en definitiva al olvido.